# Улица Свободы (Красное Село)
Улица Свобо́ды — одна из основных магистралей Красного Села. Проходит от улицы Равенства до улицы Рябчикова.

## История названия
Основные слободы Красного Села носили название Коломенской, Братошинской и Павловской. 
В 1918 году на революционной волне переименований они получили новые названия — Свобода, Братство и Равенство — в честь известного французского революционного лозунга. От бывшей слободы и получила название улица Свободы (ранее называвшаяся Госпитальной). До улицы Рябчикова она была продлена в 1975 году.
В июне 2022 года была построена автомобильная развязка улицы Свободы и Ивангородского проспекта.

## Транспорт
- Автобусы: № 144, 145, 145Э, 146, 147, 149, 165, 245, 443, 454, 481, 482, 482В, 484, 487, 546, 632А, 636, 639А
- Маршрутные такси: № 631, 650В
- Железнодорожный вокзал: Красное Село (1160 м)